# Centradenia
Centradenia (Centradenia G.Don) – rodzaj roślin z rodziny zaczerniowatych. Obejmuje w zależności od ujęcia cztery lub sześć gatunków. Zasięg rodzaju obejmuje Amerykę Centralną od Meksyku po Kolumbię.
Niektóre gatunki uprawiane są jako ozdobne.

## Morfologia
PokrójPółkrzewy i krzewy osiągające do 2 m wysokości. Łodygi u C. grandifolia tęgie, czterokanciaste i nieco oskrzydlone, u pozostałych raczej cienkie, okrągłe lub słabo czworoboczne. Rozgałęzienia luźne, odchodzące poziomo od głównego pędu. Owłosienie jest bardzo zmienne w obrębie nawet poszczególnych gatunków i okazów.
LiścieNaprzeciwległe, przy czym liście wyrastające w parach są silnie asymetryczne, różniąc się wielkością. Liście są ogonkowe, blaszki pojedyncze, wąsko do szeroko lancetowatych, o nasadach blaszki czasem asymetrycznych.
KwiatyZebrane w zwisające kwiatostany wierzchotkowe, różniące się znacznie stopniem złożoności, skupienia i liczbą kwiatów. Przysadki i podsadki są obecne, ale zwykle są niepozorne i łuskowate. Kwiaty są czterokrotne. Hypancjum i kielich półkuliste, walcowate lub dzwonkowate, działki trójkątne, wzniesione. Płatki korony są szeroko lub wąsko jajowate. Pręciki w liczbie 8, zwykle mniej lub bardziej zróżnicowane pod względem długości. Zalążnia jest otoczona rozrastającym się dnem kwiatowym, czterokomorowa. Szyjka słupka jest cienka zakończona słabo widocznym znamieniem.
OwoceSuche, cienkościenne torebki, długo utrzymujące się w kwiatostanach po rozsypaniu nasion. Nasiona do 1 mm długości, gruszkowate i maczugowate.

## Systematyka
Rodzaj z rodziny zaczerniowatych Melastomataceae. W jej obrębie klasyfikowany jest do podrodziny Melastomatoideae Seringe.
Wykaz gatunków
- Centradenia floribunda Planch. – centradenia ukwiecona[5]
- Centradenia grandifolia (Schltdl.) Endl. – centradenia wielkolistna[5]
- Centradenia inaequilateralis G.Don
- Centradenia paradoxa (Kraenzl.) Almeda